# Ė

Ė (minuskule ė) (litevsky e su tašku, polsky e z kropką, žemaitsky ė̄) je písmeno latinky. Nazývá se E s tečkou. Vyskytuje se v litevštině, později bylo přejato také žemaitštinou, a dále v šajenštině. V litevštině je to v pořadí deváté písmeno abecedy. Výslovnost v litevštině je [eː] (stejná jako české é). Varianta písmena v žemaitštině je dlouhé ė̄. Písmeno zavedl a v roce 1653 ve své Gramatice litevštiny poprvé použil Daniel Klein (evangelický farář v Tylži, * 1609–1666). V šajenštině označuje neznělé [ɪ], místo písmena ė je však možné použít ê, obě varianty zápisu jsou považovány za správné.

## Použití v Unicode
| HTML  | Klávesa Alt |
| ----- | ----------- |
| &#116 | Alt + 0116  |
|       |             |

| HTML  | Klávesa Alt |
| ----- | ----------- |
| &#117 | Alt + 0117  |
|       |             |